# Bockstadt
Bockstadt là một đô thị ở huyện Hildburghausen, ở bang Thüringen, Đức. Đô thị này có diện tích 5,8 km², dân số thời điểm ngày 31 tháng 12 năm 2006 là 312 người.